# Seneferankhra
Seneferankhra Pepi, a volte riportato come Pepi III (fl. XVII-XVI secolo a.C.), è stato un sovrano egizio inserito nella XVI dinastia.

## Biografia
Come per tutti gli altri sovrani inseriti in questa dinastia l'unico supporto alla conferma della loro esistenza viene dai reperti archeologici, principalmente scarabei e sigilli a rullo.
Proprio la mancanza di qualsiasi citazione nelle principali liste reali impedisce ogni tentativo di ordinamento cronologico di questi sovrani che furono, con molto probabilità, governanti locali soggetti a relazioni di vassallaggio nei confronti dei regnanti della XV dinastia (grandi hyksos).
| N5 | s | nfr | S34 | p · p | i | i |

s sfr rˁ p p y - Seneferankhra Pepi, 
 Perfetta è la vita di Ra, Pepi
Il nome di questo sovrano è stato rinvenuto su uno scarabeo.

## Cronologia
| Periodo                    | Dinastia | periodo di regno                            |
| Secondo periodo intermedio | XVI      | tra il 1620 a.C. e il 1540 a.C. (± 50 anni) |

| predecessore (ordine alfabetico): Semqen |  | successore (ordine alfabetico): Wadji |

| Dinastie contemporanee | Capitale |
| XV                     | Avaris   |
| XVII                   | Tebe     |